# スーパーロボットバトルメーラー
『スーパーロボットバトルメーラー』は、2001年6月にバンプレストからネット通販限定で発売されたWindows用ソフト。2001年11月30日には『スーパーロボットバトルメーラーTWIN』として一般発売された。

## 概要
バンプレストが発売した、ロボットアニメの主役ロボットを題材にしたメールソフト。通常のメール送受信機能の他に、本ソフト同士が対戦データの添付された「バトルメール」をやりとりすることで対戦ゲームを遊ぶことができる。公式サイト『スーパーロボットタワー』にて大会や対戦、アップデートなどのサポートが行なわれていた。

## バトルメール
- バトルメールは送受信者両方がバトルメーラーを所有していれば使用できる。ただし、通常のメールのようにカーボンコピーやブラインドカーボンコピーの使用やファイルの添付はできない。
- 送信者は出撃ロボットを選択、そのロボットの『バトルパネル』を設定し出撃ボタンを押してバトルメールを相手に出す。
- 受信者はメールボックスからVSのマークが表示されているメールを選べば、返信のバトルメールを出せる。受信者の返信もロボットの選択および『バトルパネル』の設定をしなければならない。
- 受信者が返信を出すとバトルシミュレータが起動し戦闘結果を算出、送受信者双方にその戦闘結果を送信する。
- 戦闘結果の受信後はそのバトルメールのバトルプレビューボタンから戦闘結果を3Dバトルムービーとして見ることができる。
- バトルはメール送信者を先攻に1ターンごとに交互に攻撃し、計6ターンの結果で勝敗を決定する。

バトルパネル
- バトルパネルはバトルメールを行なうために必要なロボットの戦闘コマンド設定のデータ。攻撃、防御、回避のコマンドを6ターン分、必ず設定しなければならず、これを設定していないロボットはバトルメールとして出すことが出来ない。
- 攻撃は選択した武器によって消費EN（エネルギー）が決められており、ロボットの総EN量を超えて攻撃コマンドを設定することは出来ない。また、武器によって使用回数がありその使用回数を越えて攻撃コマンドに設定するは出来ない。
- 武器によってはENや使用回数を余分に消費することで『命中率アップ』や『クリティカル率アップ』など追加効果が発生するサブコマンドがある物もある。ただし、プラスの追加効果と同時に『回避力ダウン』などマイナスの追加効果を発生される物もある。

## 登場ロボット
機動戦士ガンダム
- ガンダム

機動戦士Ζガンダム
- Ζガンダム

機動戦士ガンダムΖΖ
- ΖΖガンダム
- フルアーマーΖΖ

聖戦士ダンバイン
- ダンバイン

マジンガーZ
- マジンガーZ
- マジンガーZ（JS）

ゲッターロボ
- ゲッター1

真・ゲッターロボ
- 真ゲッター1

超獣機神ダンクーガ
- ダンクーガ

勇者ライディーン
- ライディーン

超電磁ロボ コン・バトラーV
- コンバトラーV
- コンバトラーV改

バンプレストオリジナル
- NGC-01
- BER-01b
- マーダmk2
- ツインザイル
- ランスバロン
- ゼイビス

## スタッフ
- プロデューサー - 小西裕二
- ディレクター - 西山純一
- 企画 - 鈴木俊之
- オジナルロボットデザイン - インプラス有限会社、株式会社こどもの館、株式会社レイアップ

## バトルスタッフガールズ
バンプレストが運営する総合アミューズメントサイト『BigEntertainmnet』においてかつて公開されていたコンテンツである。
『BigEntertainmnet』の案内役であるスタッフガールズと、スーパーロボットメーラーのバンプレストオリジナルロボットのコラボレーション企画。物語が読めるストーリー、キャラククーやロボットのイラストを見られるギャラリーなど、複数のオリジナルコンテンツがある。

### 登場キャラクター
- レナ
- メル
- ユーユ
- もえ
- メイ
- ムニュ
- ルル
- バト

### 登場ロボット
- NGC-02ツインザイル
- BER-03eマーダmk2
- もえ＆ムニュ専用マーダmk2
- BER-03dマーダ＜メイ専用＞
- ステルバイン
- ステルスボマー